# Noviherbaspirillum aurantiacum
Espèce
Noviherbaspirillum aurantiacum est une espèce de bactéries gram-négatives de la famille des Oxalobacteraceae.

## Historique
La souche SUEMI03, devenue par la suite la souche type de cette espèce, a été isolée d'un prélèvement de sol sur l'île de Tenerife dans les Canaries. D'abord décrite sous le nom de Herbaspirillum aurantiacum, elle est renommée en Noviherbaspirillum aurantiacum à la suite d'analyses phylogénétiques la plaçant dans le genre Noviherbaspirillum.

## Description
Ce sont des bactéries à coloration de Gram négative. Ce sont des bactéries aérobies ne formant pas de spores et qui ont la forme de bacilles légèrement incurvés. Elles mesurent 1,7 µM à 1,9 µM de long et 0,8 µM à 1,1 µM de large. Elles sont mobiles par l'intermédiaire d'un flagelle polaire.
La croissance de ces bactéries est possible à des températures comprises entre 20 °C et 37 °C avec un optimum à 28 °C. Le pH de cette culture doit être compris entre 5,0 et 10,0 mais il est préférable que le pH soit entre 6,0 et 8,0. De plus, ces bactéries tolère une salinité inférieure à 2 %. Elles peuvent utiliser le Tween 40, le D-fructose, l'α-D-glucose, le methyl ester d'acide pyruvique, l'acide D-glucuronique et l'acide lactique comme sources uniques de carbone.

## Taxonomie
Le nom correct complet (avec auteur) de ce taxon est Noviherbaspirillum aurantiacum (Carro et al. 2012) Lin et al. 2013.
Noviherbaspirillum aurantiacum a pour synonyme, :
- Herbaspirillum aurantiacum Carro et al. 2012[1]

### Étymologie
L'étymologie du nom de l'épithète spécifique de Noviherbaspirillum aurantiacum est lié à la coloration des colonies de cette bactérie comme il l'est décrit ci-après : au.ran.ti’a.cum. N.L. neut. adj. aurantiacum, de couleur orange.

### Phylogénie
Les études phylogénétiques basées sur la séquence de l'ARN ribosomal 16S montrent que la séquence de l'espèce H. aurantiacum est à 96,3 % homologue à celle de la souche CC-AFH3, souche type de l'espèce Noviherbaspirillum malthae. Dans le même temps, elles forment un clade différent de celui des Herbaspirillum démontrant qu'elles font probablement partie du même genre bactérien. Noviherbaspirillum aurantiacum forme aussi un sous-clade distinct comprenant les espèces N. soli et N. canariense.